# Hall of Fame Tennis Championships 2015
Hall of Fame Tennis Championships 2015 byl tenisový turnaj pořádaný jako součást mužského okruhu ATP World Tour, který se hrál na otevřených travnatých dvorcích Casina Newport, kde sídlí Mezinárodní tenisová síň slávy. Konal se mezi 13. až 19. červencem 2015 v americkém Newportu jako jubilejní 40. ročník turnaje.
Turnaj s rozpočtem 549 230 dolarů patřil do kategorie ATP World Tour 250. Nejvýše nasazeným hráčem ve dvouhře byl opět sedmnáctý hráč světa John Isner ze Spojených států, který v úvodním kole podlehl pozdějšímu vítězi Rajeevu Ramovi až v tiebreaku závěrečné sady poměrem míčů 10:8. Deblovou soutěž vyhrála britsko-pákistánská dvojice Jonathan Marray a Ajsám Kúreší.
Bývalý osmý tenista žebříčku a dvojnásobný finalista Grand Slamu, Australan Mark Philippoussis, se vrátil po devíti letech na okruh ATP World Tour. Ve 38 letech obdržel do úvodního kola singlové kvalifikace divokou kartu, ale ze zápasu odešel poražen. Odehrál také čtyřhru.

## Rozdělení bodů a finančních odměn

### Rozdělení bodů
| Soutěž       | vítězové | finalisté | semifinalisté | čtvrtfinalisté | 16 v kole | 32 v kole | Q  | Q3 | Q2 | Q1 |
| ------------ | -------- | --------- | ------------- | -------------- | --------- | --------- | -- | -- | -- | -- |
| dvouhra mužů | 250      | 150       | 90            | 45             | 20        | 0         | 12 | 6  | 0  | 0  |
| čtyřhra mužů | 250      | 150       | 90            | 45             | 0         |           |    |    |    |    |

### Finanční odměny
| Soutěž                              | vítězové | finalisté | semifinalisté | čtvrtfinalisté | 16 v kole | 32 v kole | Q2   | Q1   |
| ----------------------------------- | -------- | --------- | ------------- | -------------- | --------- | --------- | ---- | ---- |
| dvouhra                             | $84 250  | $44 370   | $24 000       | $13 700        | $8 070    | $4 780    | $810 | $390 |
| čtyřhra                             | $26 980  | $14 180   | $7 680        | $4 400         | $2 580    | —         | —    | —    |
| částka ve čtyřhře je uvedena na pár |          |           |               |                |           |           |      |      |

## Mužská dvouhra

### Nasazení
| Stát                           | Hráč             | ATP | Nasazení |
| ------------------------------ | ---------------- | --- | -------- |
| USA                            | John Isner       | 17. | 1.       |
| Chorvatsko                     | Ivo Karlović     | 25. | 2.       |
| Austrálie                      | Bernard Tomic    | 26. | 3.       |
| USA                            | Jack Sock        | 31. | 4.       |
| Francie                        | Adrian Mannarino | 34. | 5.       |
| USA                            | Sam Querrey      | 36. | 6.       |
| USA                            | Steve Johnson    | 52. | 7.       |
| USA                            | Tim Smyczek      | 77. | 8.       |
| Žebříček ATP k 29. červnu 2014 |                  |     |          |

### Jiné formy účasti
Následující hráči obdrželi divokou kartu do hlavní soutěže:
- Tommy Haas
- Noah Rubin
- Bernard Tomic[2]

Následující hráči postoupili z kvalifikace:
- Adrien Bossel
- Matthew Ebden
- Jan Hernych
- Ante Pavić

### Odhlášení
před zahájením turnaje
- Ivan Dodig → nahradil jej Jared Donaldson
- James Duckworth → nahradil jej Illja Marčenko
- Samuel Groth → nahradil jej Júiči Sugita
- Nicolas Mahut → nahradil jej Niels Desein
- Go Soeda → nahradil jej Édouard Roger-Vasselin
- Donald Young → nahradil jej Ryan Harrison

### Skrečování
- Jan Hernych

## Mužská čtyřhra

### Nasazení
| Stát                                                                      | Hráč            | Stát               | Hráč              | ATP  | Nasazení |
| ------------------------------------------------------------------------- | --------------- | ------------------ | ----------------- | ---- | -------- |
| Kolumbie                                                                  | Robert Farah    | Mexiko             | Santiago González | 86.  | 1.       |
| USA                                                                       | Austin Krajicek | USA                | Rajeev Ram        | 96.  | 2.       |
| Spojené království                                                        | Jonathan Marray | Pákistán           | Ajsám Kúreší      | 121. | 3.       |
| USA                                                                       | Eric Butorac    | Spojené království | Colin Fleming     | 123. | 4.       |
| Žebříček ATP k 29. červnu 2015; číslo je součtem umístění obou členů páru |                 |                    |                   |      |          |

### Jiné formy účasti
Následující páry obdržely divokou kartu do hlavní soutěže:
- Marco Chiudinelli /  Frederik Nielsen
- Ryan Harrison /  Mark Philippoussis

## Přehled finále

### Mužská dvouhra
- Rajeev Ram vs.  Ivo Karlović, 7–6(7–5), 5–7, 7–6(7–2)

### Mužská čtyřhra
- Jonathan Marray /  Ajsám Kúreší vs.  Nicholas Monroe /  Mate Pavić, 4–6, 6–3, [10–8]